# افرای موج‌دار
افرای موج‌دار (نام علمی: Acer undulatum) نام یک گونه از سرده افرا است.